# 대한민국의 성매매
대한민국에서 성매매는 불법이다. 2007년 한국여성정책연구원에 의해 대한민국의 성매매의 규모는 2007년에는 총 14조 대한민국 원 (130억 달러)로 추산되며, 이는 한국의 국내 총생산 (GDP)의 약 1.6%에 해당한다.라는 조사 결과가 있으나 표본조사의 오류 및 조사 방식의 객관성 부재로 자료의 타당성이 입증되지 못하고 있으며, 대한한국 성매매의 규모와 실태는 정확히 알 수 없다.

## 같이 보기
- 기생